# Corydalis oppositifolia
Corydalis oppositifolia är en vallmoväxtart. Corydalis oppositifolia ingår i släktet nunneörter, och familjen vallmoväxter.

## Underarter
Arten delas in i följande underarter:
- C. o. kurdica
- C. o. oppositifolia

## Bildgalleri

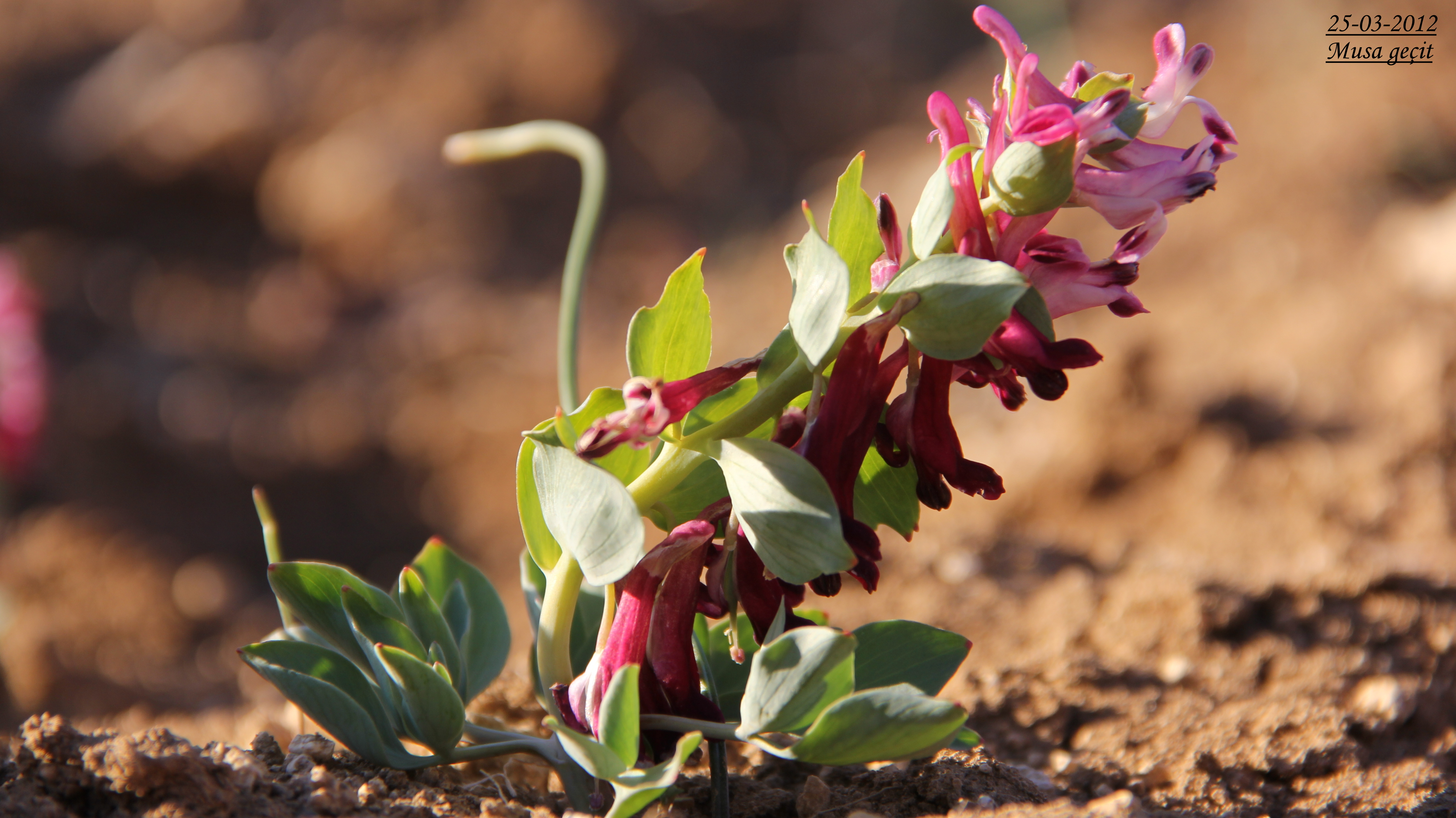